# Calilena restricta
Calilena restricta là một loài nhện trong họ Agelenidae.
Loài này thuộc chi Calilena. Calilena restricta được Ralph Vary Chamberlin & Wilton Ivie miêu tả năm 1941.